# Manda-Inakir
Manda-Inakir je riftová erupční zóna, sestávající z několika severozápadně prodloužených trhlinových zón a pyroklastických kuželů podél Etiopské a Džibutské hranice, blízko města Koroli.
Vulkanický komplex vlastně představuje rozbíhavosti část (centrální zónu) stredooceánskeho hřbetu, vyzdvihnutou tektonickými pohyby nad hladinu moře. Okrajové zlomy riftu doprovázejí struskové kužely, převážně čedičového složení, jejichž láva vytváří morfologii, podobnou morfologii štítového vulkánu.